# Пасечники (Решетиловский район)
Пасечники (укр. Пасічники) — село,
Поточанский сельский совет,
Решетиловский район,
Полтавская область,
Украина.
Код КОАТУУ — 5324284207. Население по переписи 2001 года составляло 273 человека.

## Географическое положение
Село Пасечники находится на левом берегу реки Говтва,
выше по течению на расстоянии в 1,5 км расположено село Сени,
ниже по течению на расстоянии в 5 км расположено село Капустяны,
на противоположном берегу — село Мякеньковка.
Рядом проходит автомобильная дорога Р-52.